# Rutland megye
Rutland megye az Amerikai Egyesült Államokban, azon belül Vermont államban található. Megyeszékhelye Rutland.  Lakosainak száma 60 572 fő (2020. április 1.). Rutland megye Addison, Windsor, Bennington és Washington megyékkel határos.

## Népesség
A megye népességének változása:
| Lakosok száma | 61 573 | 61 269 | 60 938 | 60 622 | 59 736 | 60 572 |
|               | 2010   | 2011   | 2012   | 2013   | 2015   | 2020   |